# 長倉伴九郎
長倉 伴九郎（ながくら ばんくろう）は、戦国時代の武将。日向伊東氏の家臣。
長倉氏は伊東氏初代・伊東祐時の子・長倉祐氏を祖とする伊東氏の庶流。伊東氏祐が日向国に下向する際、付き従い被官化した家系。
日向国の中世史料である日向記の巻第7「分国中城主揃事」によると、上別府宮内少輔と共に清武城主を務めたとされる。元亀3年（1572年）の覚頭合戦の際に、伊東新次郎、伊東加賀守等を大将とする伊東軍に従軍し、弟・伴十郎と共に戦死した。享年25。